# Guillaume de Clugny
Pour les articles homonymes, voir Clugny.
Guillaume de Clugny (mort à Tours en 1481) est un ecclésiastique d'origine bourguignonne qui fut évêque nommé d'Évreux en 1479, puis évêque de Poitiers de 1479 à 1481.

## Biographie
Guillaume est le fils de Henri de Clugny, seigneur de Conforgien et de Pernette Coullot, dame de Rigny. 
Maître des requêtes du duc Charles le Téméraire, il est chanoine, official et archidiacre d'Avalon, protonotaire apostolique, prévôt de Béthune et de Saint-Léonard de Liège.
Après la mort du duc en 1477, il se rallie au roi Louis XI de France qui lui obtient le siège épiscopal d'Évreux et celui de Poitiers, en 1479. Il lui confie également la garde du petit-sceau et l'emploie dans des affaires importantes. Il meurt à Tours.